# 高在珌
高 在珌（コ・ジェピル、朝鮮語: 고재필、1913年4月20日 - 2005年1月17日）は満州国の官僚、大韓民国の政治家、弁護士、法学者、陸軍軍人。元保健社会部長官、第7・8・9・10代大韓民国国会議員。
本貫は長興高氏。号は河南（ハナム、하남）。1920〜30年代に水原学生独立運動事件（水原高等農林学校事件）を主導した1人で独立有功者の高在千は兄。

## 経歴
高敬命の子孫として、全羅南道の潭陽郡に生まれた。 日本の中央大学法学部で学士号を取得し、1937年に満州高等文官試験に合格し満州国の丹東で行政課の事務官として働いた。太平洋戦争の終戦により満州国が消滅したため帰国し、法制処法制官を皮切りに戦時臨時大学講師、国防部秘書室長、国防部法制委員会幹事長兼第1局副局長・局長代理、国防部法制委員会総務局法務課長、民議院法制調査局長として勤務した。その後は弁護士を開業したほか、檀国大学校教授、法典編纂委員、尚武会事務総長、在郷軍人会理事、民国日報論説委員、大韓刑事法学会理事、民主共和党創党準備委員・中央委員・政策委員・人権擁護委員会副委員長、維新政友会運営会議委員を務めるなど、多彩な経歴を経験した。1960年の第5代総選挙で落選した後、1967年の第7代総選挙で故郷の潭陽郡で当選、そこから4代にわたって国会議員を務め、国会法制司法委員長・保健社会委員長・建設委員長を歴任した。また、第四共和国では保健社会部（現在の保健福祉部）長官と第2無任所長官を歴任した。大韓民国陸軍准将として退役し、花郎武功勲章、忠武武功勲章、青条勤政勲章も叙勲された。著書として、刑事訴訟法に関する法学書とともに、回顧録『河南回顧録』などを出版している。
2005年1月17日午前4時、老衰のため92歳で亡くなった。
高のこのような経歴は長い間知られていなかったが、2008年、民族問題研究所が親日人名辞典の編纂のために、親日人名辞典収録予定者リストを整理し、海外部門に選定した。

## 学歴
- 1939年中央大学法学部卒業
- 大同学院卒業

## 略歴
- 1937年:満州高等文官試験合格
- 満州国丹東行政課事務官
- 1944年:国務院経済部常務事務官、専売署事務官
- 1949年:法制処法制官
- 1950年:国防部秘書室長、陸軍中領
- 1951年:国防部兵務局1法制課長
- 1952年:陸軍大領
- 1953年:収復地区行政権移譲韓米委員会韓国側国防部代表、檀国大学講師
- 1954年:国防部第1局長代理、法典編纂委員
- 1955年:国防部第1局長、陸軍准将として予備役編入、民議院法制調査局長
- 1957年:弁護士登録、大韓刑事法学会理事、大韓尚武会初代事務総長
- 1962年:民国日報論説委員、弁護士開業
- 檀国大学校教授
- 民主共和党創党準備委員、政策委員
- 1967年~1971年:第7代国会議員（民主共和党）
- 1971年~1972年:第8代国会議員（民主共和党）
- 1973年~1979年:第9代国会議員（維新政友会）
- 1973年:保健社会部長官
- 1977年:第2無任所長官
- 1979年~1980年:第10代国会議員（維新政友会）
- 1981年~1988年:国政諮問委員
- 1985年:自治制研究委員長
- 1991年:全国経済人連合会社会福祉委員長、憲政会政策審議委員会議長
- 1993年:大韓民国憲政会副会長[6]